# شعبية درنة
شعبية درنة هي إحدى شعبيات ليبيا ومقرها الإداري أو عاصمتها هي مدينة درنة.

## أهم المدن
- درنة
- القبة
- بلدية القيقب

## معالم طبيعية
- راس الهلال
- شلال درنة

## مناطق البلدية
- الفتائح
- المغار
- باب طبرق
- أبو منصور
- البلاد
- كرسة
- الجبيلة
- الساحل الشرقي
- رأس الهلال
- القبة المدينة
- عين مارة
- القيقب
- التميمي
- أم الرزم
- مرتوبة
- العزيات
- المخيلي
- البمبة.
- الأثرون.
- رأس الهلال.
- لملودة.
- زاوية ترت.